# Jbel Toubkal
Il Jbel Toubkal (in berbero: ⵜⵓⴱⴽⴰⵍ, Tubkal, cioè la "vetta da cui si vede tutto"; in arabo جبل توبقال‎?), con i suoi 4.167 metri, è la montagna più alta del Marocco, della catena montuosa dell'Atlante e di tutto il Nord Africa.

## Caratteristiche
Si trova a 63 km a sud dalla città di Marrakech, nell'Alto Atlante e nel parco nazionale di Toubkal.

## Prima ascensione
Fino al XIX secolo l'interno del Marocco era terra sconosciuta ed il Jbel Ayachi (3.757 m) ne era considerata la montagna più alta dell'Alto Atlante.
I primi europei ad averlo scalato sono stati il Marchese di Segonzac, Vincent Berger e Hubert Dolbeau il 12 giugno del 1923. Essi trovarono sulla vetta un cairn eretto dalle popolazioni berbere locali.

## Ascensione alla vetta
L'ascensione al tetto del Nord Africa attira un gran numero di amanti del trekking. Essa non presenta delle particolari difficoltà tecniche e l'avvicinamento è agevolato dai mulattieri e dai muli che trasportano i bagagli pesanti.
La via di salita più frequentata parte da Imlil (raggiungibile da Asni) e passa dal Rifugio Toubkal (3.207 m).
Nell'agosto del 2010 Rosie Jones ha scalato il monte Toubkal per una raccolta di beneficenza devolta a Help for Heroes.